# Cheiloneurus
Genre
Synonymes
- Aulonops
- Bekilyia
- Blatticida
- Chrysopophagoides'
- Chrysopophagus
- Cristatithorax
- Echthrogonatopus
- Epicheiloneurus
- Eusemionopsis
- Saronotum
- Tobiasia
...

Cheiloneurus est un genre d'insectes hyménoptères apocrites de la famille des Encyrtidae, de la sous-famille des Encyrtinae et de la tribu des Cheiloneurini.

## Liste des espèces
Cheiloneurus afer - 
Cheiloneurus alaskae - 
Cheiloneurus albicornis - 
Cheiloneurus albinotatus - 
Cheiloneurus angulatus - 
Cheiloneurus angustifrons - 
Cheiloneurus annulicornis - 
Cheiloneurus antipodis - 
Cheiloneurus apeniculus - 
Cheiloneurus argentifer - 
Cheiloneurus assamensis - 
Cheiloneurus axillaris - 
Cheiloneurus bangalorensis - 
Cheiloneurus banksi - 
Cheiloneurus basiri - 
Cheiloneurus beerwahi - 
Cheiloneurus bifasciatus - 
Cheiloneurus bimaculatus - 
Cheiloneurus boldyrevi - 
Cheiloneurus bonariensis - 
Cheiloneurus bouceki - 
Cheiloneurus brunneipes - 
Cheiloneurus burnsi - 
Cheiloneurus caesar - 
Cheiloneurus callidus - 
Cheiloneurus carinatus - 
Cheiloneurus ceroplastis - 
Cheiloneurus cheles - 
Cheiloneurus chiaromontei - 
Cheiloneurus chinensis - 
Cheiloneurus chlorodryini - 
Cheiloneurus chrysopae - 
Cheiloneurus cinctiventris - 
Cheiloneurus claviger - 
Cheiloneurus coimbatorensis - 
Cheiloneurus compressicornis - 
Cheiloneurus cristatus - 
Cheiloneurus cushmani - 
Cheiloneurus cyanonotus - 
Cheiloneurus daghestanicus - 
Cheiloneurus diversicolor - 
Cheiloneurus divinus - 
Cheiloneurus dubius - 
Cheiloneurus dumasi - 
Cheiloneurus elcielo - 
Cheiloneurus elegans (type) - 
Cheiloneurus exitiosus - 
Cheiloneurus flaccus - 
Cheiloneurus flavipes - 
Cheiloneurus flaviscutellum - 
Cheiloneurus flavoscutatus - 
Cheiloneurus fulvescens - 
Cheiloneurus gahani - 
Cheiloneurus giraulti - 
Cheiloneurus glaphyra - 
Cheiloneurus gonatopodis - 
Cheiloneurus hadrodorys - 
Cheiloneurus hawaiicus - 
Cheiloneurus hawaiiensis - 
Cheiloneurus hemipterus - 
Cheiloneurus hugoi - 
Cheiloneurus inimicus - 
Cheiloneurus izhevskyi - 
Cheiloneurus japonicus - 
Cheiloneurus javanus - 
Cheiloneurus javensis - 
Cheiloneurus kanagawaensis - 
Cheiloneurus kansensis - 
Cheiloneurus kerrichi - 
Cheiloneurus kollari - 
Cheiloneurus kuisebi - 
Cheiloneurus lakhimpurensis - 
Cheiloneurus lateocaudatus - 
Cheiloneurus latifrons - 
Cheiloneurus latiscapus - 
Cheiloneurus leptulus - 
Cheiloneurus lineascapus - 
Cheiloneurus liorhipnusi - 
Cheiloneurus longicornis - 
Cheiloneurus longipennis - 
Cheiloneurus longiventris - 
Cheiloneurus loretanus - 
Cheiloneurus malayensis - 
Cheiloneurus manipurensis - 
Cheiloneurus margiscutellum - 
Cheiloneurus marilandia - 
Cheiloneurus matsuyamensis - 
Cheiloneurus mazzinini - 
Cheiloneurus metallicus - 
Cheiloneurus molokaiensis - 
Cheiloneurus morozkoi - 
Cheiloneurus neparvus - 
Cheiloneurus nigrescens - 
Cheiloneurus nigricornis - 
Cheiloneurus nitidulus - 
Cheiloneurus novimandibularis - 
Cheiloneurus noxius - 
Cheiloneurus noyesi - 
Cheiloneurus oahuensis - 
Cheiloneurus obscurus - 
Cheiloneurus olmii - 
Cheiloneurus orbitalis - 
Cheiloneurus pachycephalus - 
Cheiloneurus paralia - 
Cheiloneurus parvus - 
Cheiloneurus pasteuri - 
Cheiloneurus peniculoartus - 
Cheiloneurus perbellus - 
Cheiloneurus perpulcher - 
Cheiloneurus phenacocci - 
Cheiloneurus pistaciae - 
Cheiloneurus praenitens - 
Cheiloneurus pulcher - 
Cheiloneurus pulvinariae - 
Cheiloneurus purpureicinctus - 
Cheiloneurus purpureiventris - 
Cheiloneurus pyrillae - 
Cheiloneurus quadricolor - 
Cheiloneurus quercus - 
Cheiloneurus rarus - 
Cheiloneurus reate - 
Cheiloneurus rediculus - 
Cheiloneurus regis - 
Cheiloneurus saissetiae - 
Cheiloneurus seminigriclavus - 
Cheiloneurus sinensis - 
Cheiloneurus submuticus - 
Cheiloneurus swezeyi - 
Cheiloneurus tainus - 
Cheiloneurus tenuicornis - 
Cheiloneurus tenuistigma - 
Cheiloneurus triguttatipennis - 
Cheiloneurus udaghamundus - 
Cheiloneurus unicolor - 
Cheiloneurus vanpoetereni - 
Cheiloneurus victor - 
Cheiloneurus viridiscutum - 
Cheiloneurus vulcanus - 
Cheiloneurus westwoodi - 
Cheiloneurus zeyai